# Tommy Seebach (album)
Tommy Seebach er det tiende studiealbum af den danske sanger og sangskriver Tommy Seebach. Albummet var produceret af Tommy Seebach og Søren Bundgaard, og udkom i 1989 på EMI. Det indeholdt hittet "Du skælder mig hele tiden ud", der var en duet med Annette Heick. Teksten var skrevet af Keld Heick, og sangen skulle oprindeligt indspilles som en duet med en anden sangerinde, men da hun aldrig dukkede op i studiet blev det i stedet den dengang 15-årige Annette Heick der lagde vokal til. Tommy Seebach og Annette Heick indspillede senere et helt album med julesange med titlen Glædelig jul (1995).

## Spor
| #   | Titel                                                   | Tekst                 | Musik           | Længde |
| --- | ------------------------------------------------------- | --------------------- | --------------- | ------ |
| 1.  | "Helt alene hver for sig"                               | Torben Johansen       | Johansen        | 4:14   |
| 2.  | "Stop" (duet med Annette Heick)                         | Keld Heick            | Tommy Seebach   | 3:00   |
| 3.  | "Verdens gladeste mand"                                 | Bente Kawa            | Seebach         | 2:44   |
| 4.  | "Sig mig nu ærligt"                                     | Ivan Pedersen         | Seebach         | 4:15   |
| 5.  | "Stjerneskud"                                           | Tina Lindegaard, Kawa | Sten Lindegaard | 4:16   |
| 6.  | "Lidt efter lidt"                                       | Pedersen              | Michael Kastrup | 3:38   |
| 7.  | "Du skælder mig hele tiden ud" (duet med Annette Heick) | Heick                 | Seebach         | 3:20   |
| 8.  | "Sexuelle chok"                                         | T. Lindegård, Kawa    | S. Lindegård    | 2:58   |
| 9.  | "Hvad venter du på"                                     | Heick                 | Seebach         | 3:20   |
| 10. | "Afsked"                                                | Kawa                  | Seebach         | 3:55   |